# Jazmín Jaimes Albarrán
Jazmín Jaimes Albarrán (Tlatlaya, estado de México, 28 de noviembre de 1985) es una política mexicana, miembro del Partido Revolucionario Institucional (PRI). Fue diputada federal para el periodo de 2021 a 2024.

## Biografía
Es licenciada en Derecho por el Centro Universitario de Ixtlahuaca y licenciada en Educación por la Universidad Pedagógica Nacional (UPN) Unidad 123 en Iguala, Guerrero; maestra en Administración Pública por la Universidad del Valle de México (UVM) y cursa el doctorado en Ciencias de la Educación.
Su actividad política comenzó participando en las campañas electorales de los candidatos a la gubernatura del estado de México en 2005, 2011 y 2017. De 2009 a 2010 fue asesora jurídica del Instituto Mexiquense de la Juventud en la administración del gobernador Enrique Peña Nieto, en las elecciones de 2015 resultó elegida regidora de ayuntamiento del municipio de Tlatlaya, para el periodo de 2016 a 2018; simultáneamente, fue secretaria técnica pperativa del Gabinete Región XIV de Tejupilco y capacitadora de la Secretaría de Desarrollo Municipal en la región Valle de Toluca, ambas entre 2016 y 2017. En 2017 fue también coordinadora del Colegio de Bachilleres en la región Valle de Toluca, estado de México.
En las elecciones estatales de 2018 fue candidata del PRI a presidenta municipal de Tlatlaya, pero resultó derrotada por su contrincante de la coalición de Morena, el Partido del Trabajo y el Partido Encuentro Social. Tras esto, en 2019 fue delegada del comité estatal del PRI en el municipio de Luvianos y en 2020 en el municipio de Tejupilco.
En las elecciones federales de 2021 fue candidata de la coalición Va por México a diputada federal por el Distrito 36 del estado de México. Logró la victoria al recibir el 47.63% de los votos, frente al 33.14% de su mas cercano competidor de Morena. Representó dicho distrito en la LXV Legislatura de 2021 a 2024, en la que fue secretaria de la comisión de Cultura y Cinematografía; e integrante de las comisiones de Bienestar; de Ganadería; y, de Salud.